# Broadway & 52nd
Broadway & 52nd è il secondo album in studio del gruppo musicale britannico Us3, pubblicato l'8 aprile 1997 dalla Blue Note.

## Descrizione
L'album, disponibile su long playing (doppio), musicassetta e compact disc, è stato prodotto da Geoff Wilkinson e Jim Hawkins, che firmano tutti i brani insieme ad altri autori.

## Tracce
1. Intro – 1:14
2. Come on Everybody (Get Down) – 5:49
3. Caught Up in a Struggle – 3:42
4. True to the Game – 3:34
5. Snakes – 4:07
6. I'm Thinking About Your Body – 5:24
7. Grand Groove – 3:36
8. Nowadays – 4:24
9. Sheep – 4:46
10. Doin' a Crime – 5:37
11. Recognise and Realise – 5:40
12. Time and Space – 4:45
13. Soul Brother – 3:59
14. Hymn for Her – 4:53